# Нью-Сентервілл (Пенсільванія)
Нью-Сентервілл (англ. New Centerville) — місто (англ. borough) в США, в окрузі Сомерсет штату Пенсільванія. Населення — 128 осіб (2020).

## Географія
Нью-Сентервілл розташований за координатами 39°56′32″ пн. ш. 79°11′30″ зх. д. / 39.94222° пн. ш. 79.19167° зх. д. (39.942259, -79.191746).  За даними Бюро перепису населення США в 2010 році місто мало площу 0,37 км², уся площа — суходіл.

## Демографія
Згідно з переписом 2010 року, у селищі мешкали 133 особи в 58 домогосподарствах у складі 43 родин. Густота населення становила 361 особа/км².  Було 61 помешкання (166/км²).
Расовий склад населення:
| - 99,2 % — білих - 0,8 % — азіатів |

До двох чи більше рас належало 0,0 %. Частка іспаномовних становила 0,0 % від усіх жителів.
За віковим діапазоном населення розподілялося таким чином: 18,8 % — особи молодші 18 років, 58,6 % — особи у віці 18—64 років, 22,6 % — особи у віці 65 років та старші. Медіана віку мешканця становила 49,3 року. На 100 осіб жіночої статі у селищі припадало 107,8 чоловіків;  на 100 жінок у віці від 18 років та старших — 103,8 чоловіків також старших 18 років.
Середній дохід на одне домашнє господарство  становив 60 134 долари США (медіана — 50 000), а середній дохід на одну сім'ю — 64 116 доларів (медіана — 58 750). За межею бідності перебувало 5,6 % осіб, у тому числі 12,9 % дітей у віці до 18 років та 2,7 % осіб у віці 65 років та старших.
Цивільне працевлаштоване населення становило 52 особи. Основні галузі зайнятості: освіта, охорона здоров'я та соціальна допомога — 23,1 %, науковці, спеціалісти, менеджери — 17,3 %, мистецтво, розваги та відпочинок — 17,3 %.